# Тит Ветурій Красс Цікурін
Тит Вету́рій Красс Цікурі́н (лат. Titus Veturius Crassus Cicurinus, іноді агномен його передають як Кікурін; V століття до н. е.) — політичний і державний діяч Римської республіки, децемвір 451 року до н. е.

## Біографія
Походив з патриціанського роду Ветуріїв, його гілки Крассів. Про батьків, дитячі роки його згадок немає.
451 року до н. е. його було обрано до першої колегії децемвірів, яка була покликана доповнити законодавство (лат. Decemviri Consulari Imperio Legibus Scribundis), разом з Аппієм Клавдієм Крассом Сабіном Інрегілленом, Титом Генуцієм Авгуріном, Гаєм Юлієм Юлом, Авлом Манлієм Вульсоном, Сервієм Сульпіцієм Камеріном Корнутом, Публієм Сестієм Капітоліном Ватиканом, Публієм Куріацієм Фістом Трігеміном, Титом Ромілієм Роком Ватиканом і Спурієм Постумієм Альбом Регілленом. Колегія розробила 10 з 12 таблиць відповідного закону.
По завершенні повноважень він не відновив свою участь у політичному житті, тому про його подальшу долю відомостей немає.